# Michael Vartan
Pour les articles homonymes, voir Vartan.
Michaël Vartan, né le 27 novembre 1968 à Boulogne-Billancourt, est un acteur franco-américain.

## Jeunesse et formation
Issu d'une famille arménienne de Bulgarie ayant fui le régime communiste en 1952, Michael Vartan est le fils du musicien, compositeur et chef d'orchestre Edmond Vartan dit Eddie Vartan (1937-2001) et d'une mère polonaise, artiste peintre, émigrée aux États-Unis. Il est le neveu de Sylvie Vartan. Ses parents divorcent alors qu'il n'a que cinq ans (1974).
Il est élevé avec son cousin  David Hallyday (fils de Sylvie et Johnny Hallyday). Il passe son enfance entre la France, où vit son père, et les États-Unis, où vit sa mère. Il a un demi-frère, Nicolas Vartan, de quinze ans son cadet.
À dix-huit ans, il s'installe définitivement aux États-Unis afin d'échapper au service militaire français, alors obligatoire. Sur les conseils de ses amis, il s'inscrit dans un cours de comédie à New York.

## Carrière

### Débuts au cinéma
Il fait ses débuts au cinéma dans deux films français : Un homme et deux femmes (1991) et Promenades d'été (1992).
C'est le film italien Fiorile (1993) dans lequel il joue le rôle d'un soldat français qui marque le début de sa carrière internationale. En 1996, son rôle dans Le Porteur De Cercueil aux côtés de David Schwimmer et Gwyneth Paltrow est son premier grand rôle américain.
Il fait des apparitions remarquées dans des séries télévisées très populaires : un épisode de la quatrième saison de la sitcom Friends, en 1997, puis dans deux épisodes de la comédie judiciaire Ally McBeal, en 2000.
En 1999, son rôle d'un professeur de littérature anglaise dans le film Collège attitude aux côtés de Drew Barrymore le propulse sous les feux des projecteurs. Il interprète ensuite des rôles similaires dans les comédies romantiques Un couple presque parfait (2000) et Fou d'elle (2000).

### Carrière télévisuelle

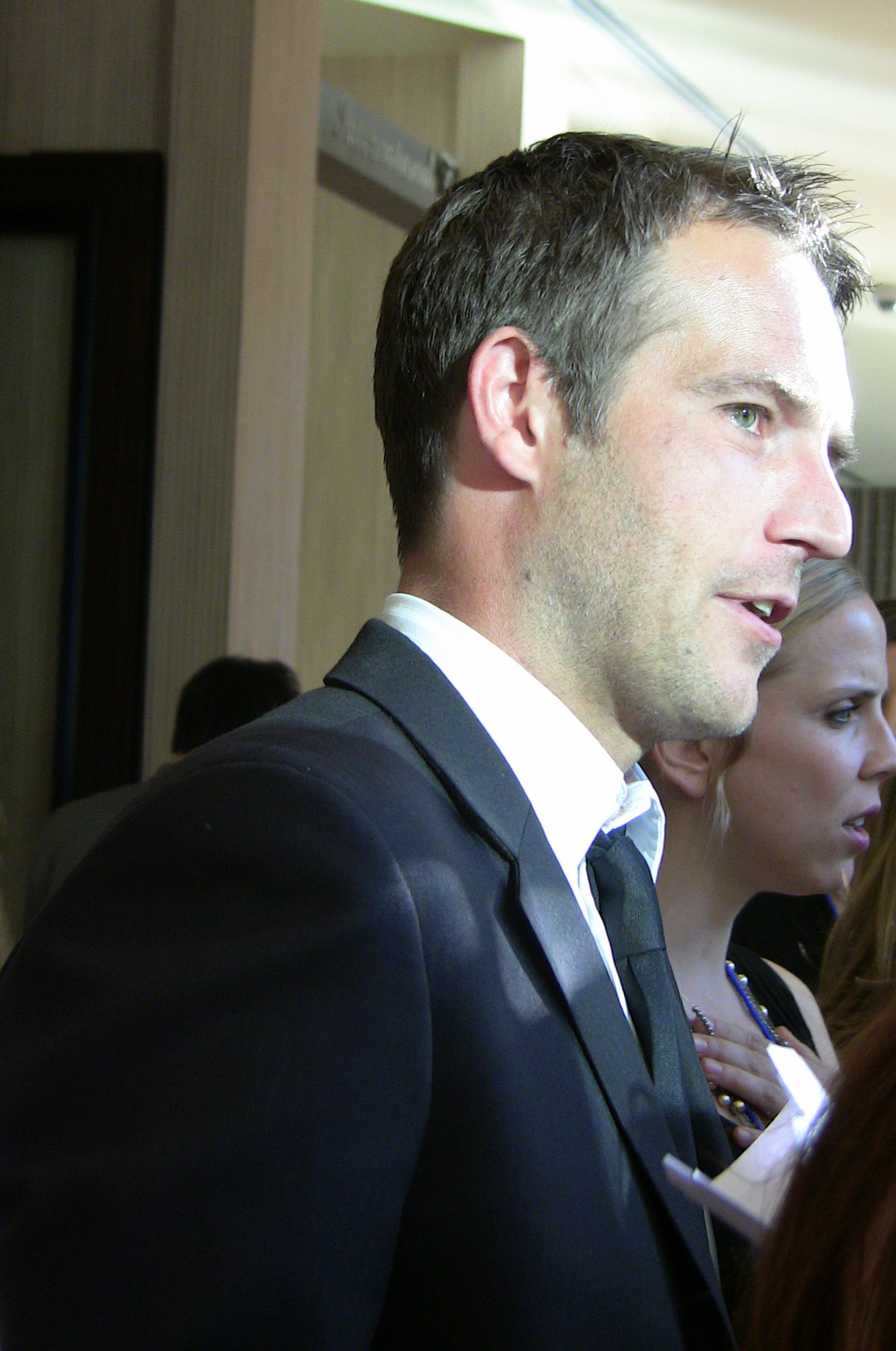
En mars 2009, aux 23e Genesis Awards.

En 2001, il devient célèbre à la télévision grâce à son rôle de l'agent de la CIA Michael Vaughn dans la série Alias.
Parallèlement à la série, il apparaît dans le thriller indépendant Photo Obsession, écrit et réalisé par Mark Romanek.
En 2005, à la suite de l'arrêt d'Alias, il essaye de revenir au cinéma avec une comédie grand public Sa mère ou moi !, et un film d'horreur australien, avec Solitaire, mais sans grand succès critique ou commercial.
En 2007, il revient à la télévision dans un rôle régulier pour la série dramatique Big Shots qui n'a duré qu'une saison de 11 épisodes.
En 2009, il joue le rôle du médecin Thomas « Tom » Wakefield dans la série HawthoRNe aux côtés de Jada Pinkett Smith. En 2011, la chaîne américaine TNT a confirmé l'annulation de la série après la diffusion de la 3e saison.
Il apparaît la même année dans le film d'action français Colombiana, d'Olivier Megaton, une production Besson avec Zoe Saldana.
En 2013, il rejoint le casting de Bates Motel lors de la saison 2 dans le rôle de George Heldens.
L'année suivante, il participe à la série Satisfaction dans le rôle de Dylan.
En 2015, il apparaît dans la troisième saison de la série dramatique Rectify.
En mars 2017, il incarne le personnage de Terrence Anderson dans la série The Arrangement diffusée sur la chaîne E! aux États-Unis. La série se concentre sur la relation amoureuse d'un jeune acteur célèbre à Hollywood (Kyle West interprété par Josh Henderson) avec une actrice en devenir (Megan Morrison interprétée par Christine Evangelista). Leur relation va être malmenée à cause des inconvénients liés à la célébrité, de leur passé respectif mais surtout à cause de l'implication du célèbre acteur dans un groupe spirituel intitulé Institute of the Higher Mind. Vartan interprète le mystérieux dirigeant du groupe qui se trouve aussi être le mentor du jeune acteur. Après à peine un mois de diffusion, la série est renouvelée pour une saison 2 de 10 épisodes dont le tournage a débuté en août 2017.

### Vie privée
Il a eu une relation avec sa partenaire de la série Alias, Jennifer Garner, durant le tournage de la saison 3, mais ils se séparent en août 2004.
Le 3 avril 2011 il a épousé Lauren Skaar. Mais ils sont séparés depuis le 5 avril 2014.

## Filmographie

### Cinéma
- 1991 : Un homme et deux femmes de Valérie Stroh : Fred
- 1992 : Stringer de Klaus Biedermann : Chris
- 1992 : Promenades d'été de René Féret : Thomas
- 1993 : Fiorile de Paolo & Vittorio Taviani : Jean/Massimo
- 1995 : Extravagances (To Wong Foo Thanks for Everything, Julie Newmar) de Beeban Kidron : Tommy
- 1996 : Le Porteur de cercueil (The Pallbearer) de Matt Reeves : Scott
- 1997 : D'amour et de courage (Touch Me) de H. Gordon Boos : Adam
- 1997 : Back Home (The Myth of Fingerprints) de Bart Freundlich : Jake
- 1998 : Cursus fatal (The Curve) de Dan Rosen : Chris
- 1999 : Collège Attitude (Never Been Kissed) de Raja Gosnell : Sam Coulson
- 2000 : Fou d'elle (It Had to Be You) de Steven Feder : Charlie Hudson
- 2000 : Un couple presque parfait (The Next Best Thing) de John Schlesinger : Kevin Lasiter
- 2000 : Sand (en) de Matt Palmieri : Tyler Briggs
- 2002 : Photo Obsession (One Hour Photo) de Mark Romanek : Will Yorkin
- 2005 : Sa mère ou moi ! (Monster-in-Law) de Robert Luketic : Dr. Kevin Fields
- 2007 : Solitaire (Rogue) de Greg McLean : Pete McKell, traqué par un crocodile géant
- 2008 : Demoted : un champion de la vente de pneus
- 2008 : Jolene de Dan Ireland : Brad
- 2011 : Colombiana d'Olivier Megaton : Danny Delanay
- 2016 : Within - Dans les murs (Crawlspace) de Phil Claydon : John Alexander
- 2017 : Small Town Crime d'Eshom et Ian Nelms : Détective Scott Crawford

### Télévision
- 1989 : Black Leather Jacket (téléfilm) de Nick Mead : Garçon à la moto
- 1997 : Friends (série télévisée) : Le fils de Richard, Tim Burke (saison 4, épisode 8)
- 2000 : Ally McBeal (série télévisée) : Jonathan Basset (saison 4, épisodes 3 & 4)
- 2001 : Les Brumes d'Avalon (The Mists of Avalon) (téléfilm) d'Uli Edel : Lancelot
- 2001-2006 : Alias (série télévisée) : Michael Vaughn
- 2005 : Kitchen Confidential (série télévisée) : Michel Valentine
- 2007-2008 : Big Shots (série télévisée) : James Auster
- 2009-2011 : Hawthorne : Infirmière en chef (série télévisée) : Dr. Thomas Wakefield
- 2013 : La Menace du volcan (Ring of Fire) : Docteur Matthew Cooper
- 2014 : Bates Motel (série télévisée) : George Heldens (saison 2)
- 2014 : Satisfaction (série télévisée) : Dylan
- 2015 : Rectify (série télévisée) : Forrest
- 2017-2018 : The Arrangement (série télévisée) : Terrence Anderson
- 2018 : God Friended Me (série télévisée) : Jeffrey